# Rovnoměrně temperované ladění
Rovnoměrně temperované ladění je v hudbě jedním z temperovaných ladění. V současnosti se používá nejvíce. Vznikne z pythagorejského ladění s 12 stupni v oktávě temperováním (zmenšením) všech čistých kvint o přibližně 1,96 centů. Rovnoměrně temperované ladění je také 1/11-koma středotónovým laděním. K témuž ladění lze dospět také rozdělením oktávy na dvanáct stejně velkých intervalů, toto ladění proto bývá označováno také jako 12edo (equal division of the octave).
Na rozdíl od ostatních ladění je u rovnoměrně temperovaného ladění vzdálenost (poměr kmitočtů) mezi jakýmikoli dvěma sousedními půltóny totožná. Přesně stejné jsou i všechny intervaly stejného druhu (kvinty, kvarty, tercie atd.).
Zavedení temperovaného ladění bylo výsledkem hledání ladění, vhodného pro potřeby modulace do vzdálených tónin. Jeho všeobecnému zavedení v evropské hudbě předcházelo mnoho nerovnoměrně temperovaných ladění, z nichž některá se používají dosud, zvláště při ladění varhan.

## Princip
V pythagorejském ladění získáváme všechny intervaly postupnými kvintovými kroky. Po dvanácti krocích je mezi krajními tóny malý interval, nazvaný pythagorejské koma, jehož velikost je asi 23,46 centů, tedy necelá čtvrtina půltónu. Pokud rozdíl mezi těmito tóny zanedbáme a provedeme enharmonickou záměnu, získáme chromatickou stupnici s 12 tóny v oktávě. V této stupnici jsou všechny kvinty čisté (3:2, 701,96 centů) pouze kvinta mezi krajními tóny je o Pythagorejské koma menší (678,5 centů) a zní velmi rozladěně. Zmenšením čistých kvint o malé intervaly (temperováním) se zbývající kvinta zvýší o součet těchto intervalů. Je-li velikost všech malých „korekčních“ intervalů shodná, nazývá se vytvořené ladění středotónovým, je-li různá, jedná se o nerovnoměrně temperované ladění. Pokud všech 11 čistých kvint zmenšíme o 1/12 pythagorejského komatu, bude mít zbývající kvinta stejnou velikost jako ostatní kvinty, pythagorejské koma bude tedy rovnoměrně rozděleno mezi všech 12 kvint. Vytvořené ladění se proto nazývá rovnoměrně temperované.
Jelikož 1/12 pythagorejského komatu je přibližně 1/11 syntonického komatu, je rovnoměrně temperované ladění zároveň 1/11-koma středotónovým laděním.
K ladění se stejnou strukturou můžeme dospět také přímo rozdělením oktávy na 12 stejně velkých intervalů. Interval oktávy je vyjádřen poměrem frekvencí dvou tónů 2:1 (zdvojnásobíme-li frekvenci jakéhokoli tónu, dostaneme tón o oktávu vyšší). Je-li třeba rozdělit oktávu na dvanáct stejných dílů (půltónů), musíme dvanácti kroky dosáhnout dvojnásobku výchozí frekvence. Hledaný půltónový krok bude tedy dvanáctá odmocnina ze dvou: {\displaystyle ({\sqrt[{12}]{2}})^{12}=2}. Frekvence v rovnoměrně temperovaném ladění tedy tvoří geometrickou posloupnost s kvocientem {\displaystyle q={\sqrt[{12}]{2}}}. Jelikož hodnota {\displaystyle {\sqrt[{12}]{2}}} je iracionální číslo, všechny intervaly kromě oktávy se v rovnoměrně temperovaném ladění liší od intervalů v čistém ladění. Tyto odchylky jsou ve všech tóninách stejné, což usnadňuje transpozici, ale také stírá rozdílné charaktery různých tónin.
Z principu rovnoměrně temperovaného ladění a rovnoměrného dělení oktávy je odvozena jednotka pro měření velikosti intervalů, nazvaná cent.

### Příklad rozdílu mezi absolutním (přirozeným) a rovnoměrně temperovaným laděním
Přirozený akord je tvořen tóny, jejichž frekvence jsou celistvými násobky frekvence základního tónu.
Akord A dur, který je použit v tomto příkladu, je vybrán proto, že má (ve starší normě) kmitočet, který vytváří přehledné násobky. Konstanta q je ve shodě s předešlým textem koeficient, jímž se vynásobí frekvence tónu, abychom dostali frekvenci tónu o malou sekundu vyššího.
{\displaystyle q={\sqrt[{12}]{2}}\thickapprox 1,059463}
| Tón | Absolutní ladění | Rovnoměrně temperované ladění           |
| A   | 110 Hz           | 110,000 Hz                              |
| a   | 220 Hz           | 220,000 Hz                              |
| e1  | 330 Hz           | 329,628 Hz (220 * q7 = 220 * 1,498307)  |
| a1  | 440 Hz           | 440,000 Hz                              |
| c#2 | 550 Hz           | 554,365 Hz (440 * q4 = 440 * 1,259921)  |
| e2  | 660 Hz           | 659,255 Hz (440 * q7 = 440 * 1,498307)  |
| g2  | 770 Hz           | 783,991 Hz (440 * q10 = 440 * 1,781797) |
| a2  | 880 Hz           | 880,000 Hz                              |

Sedmý alikvotní tón se v klasické evropské hudbě nevyužívá,
vyskytuje se jen ve zvláštních, spíše exotických případech (např. při hře na slovenský lidový nástroj zvaný fujara trombita, také je patrně inspirací pro „falešné“ tóny, používané v jazzové a rockové hudbě, zejména černošské). Je to dost silně snížená (o 31,8 centu) malá septima. Přestože se tolik liší od vžité představy malé septimy, v akordu nezní falešně, protože to je alikvotní tón.